# Egesheim
Egesheim är en kommun och ort i Landkreis Tuttlingen i regionen Schwarzwald-Baar-Heuberg i Regierungsbezirk Freiburg i förbundslandet Baden-Württemberg i Tyskland.
Kommunen ingår i kommunalförbundet Heuberg tillsammans med kommunerna Bubsheim, Deilingen, Gosheim, Königsheim, Reichenbach am Heuberg och Wehingen.